# 小林梨沙
小林 梨沙（こばやし りさ、1988年10月10日 - ）は、プラチナムプロダクションに所属していた日本の元タレント、元レースクイーンである。神奈川県出身（千葉県出生）。血液型はB型。

## 作品

### CD
- TOKYO AUTOSALON 2010 presents EVOLUTION #06（2009年12月16日、avex trax）
  - 曲名「Get Ready!」「BABY GET MY FIRE TONITE」

## 出演

### テレビ
- オトメン（乙男） （フジテレビ系・2009年9月5日）- 第5話に出演
- TOKYO DRIFT GIRLS（テレビ東京・2010年1月12日） - A-classとしてゲスト出演

### 映画
- ヤッターマン（2009年）

### CM
- 花王「ケープ」

### レースクイーン
- 2008年：SUPER GT「MOLA レオパレスZレースクイーン」
- 2009年：SUPER GT「avex apr COROLLA Axioイメージガール」
- 2011年：SUPER GT「ARTA GALS」

### イメージガール、その他
- 2008年10月：東京ゲームショウTECMOブースコンパニオン
- 2009年5月：Bee TVキャンペーンガール
- 2010年：東京オートサロンイメージガール「A-class」、GOLF TODAY（三栄書房）イメージガール

### パチンコ
- CRラブ嬢～ご延長の方はいかがなさいますか?～（2011年5月、平和）クラブローズのキャバ嬢・りさ役[1]